# Línia actual de control

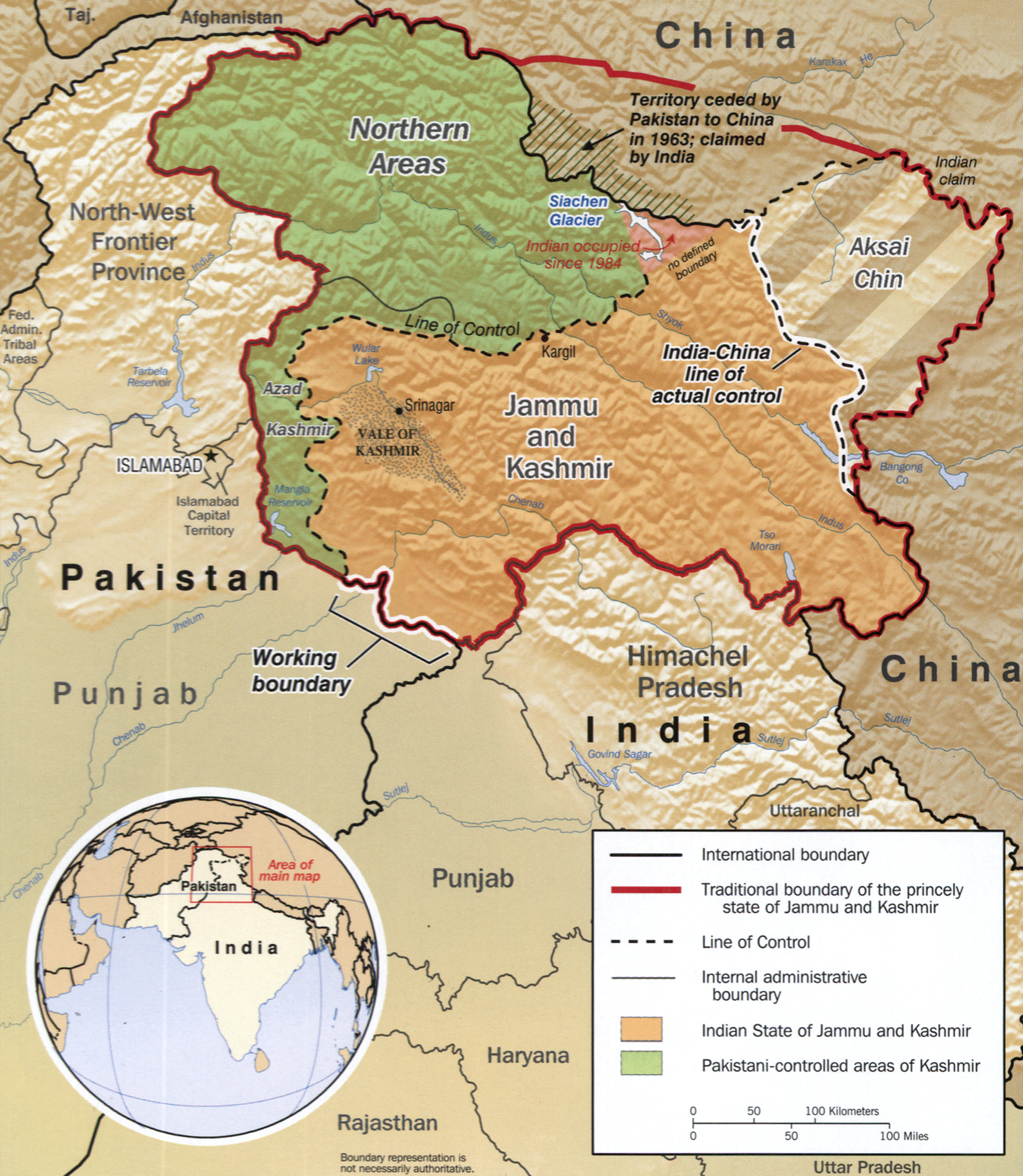
a part occidental de la Línia actual de control, que es troba entre el territori controlat per la Xina i el controlat per l'Índia a l'Himalaia. La línia va ser el focus d'una breu guerra el 1962, quan les forces índies i xineses van lluitar per controlar la terra on "ni tan sols creix un bri d'herba", com va assenyalar el primer ministre indi Jawaharlal Nehru.

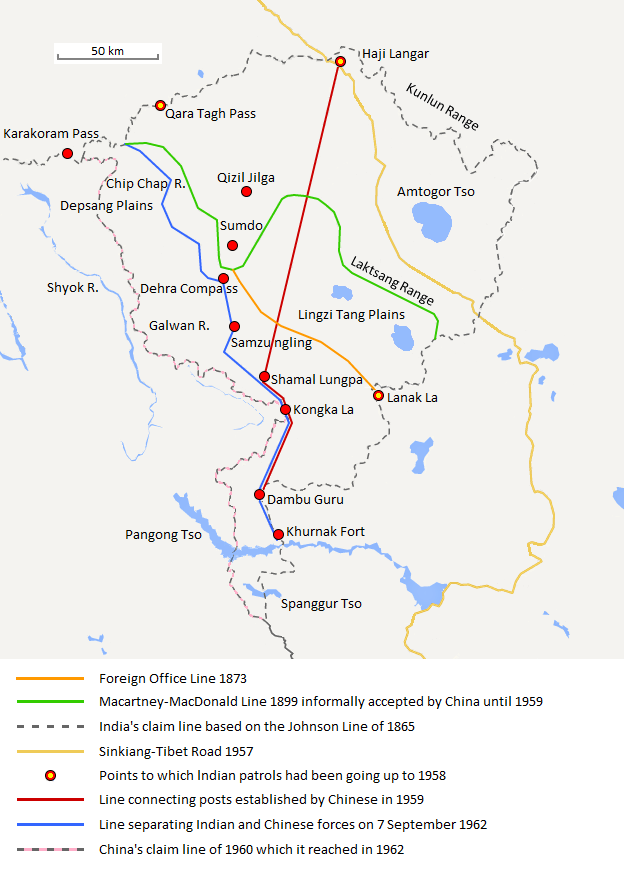
El mapa mostra les reclamacions índies i xineses de la frontera a la regió occidental (Aksai Chin), la línia Macartney-MacDonald, la Foreign Office Line, com així com el progrés de les forces xineses mentre ocupaven àrees durant la Guerra Sino-Índia.

La Línia actual de control (Line of Actual Control, LAC) és una línia de demarcació que separa territori controlat per  Índia des de  xinès controlat territori en l'antic principat de Jammu i Caixmir.
Hi ha dues formes comunes en què s'utilitza el terme "Línia actual de control". En sentit estricte, es refereix només a la línia de control en el sector occidental de la frontera entre els dos països. En aquest sentit, la LAC constitueix la frontera efectiva entre els dos països, juntament amb la (també discutida) Línia McMahon a l'est i una petita secció indiscutible en el mig. En sentit ampli, es pot utilitzar tant per a la línia de control occidental com per a la línia MacMahon, en què sentit és la frontera efectiva entre l'Índia i la República Popular de la Xina (PRC) .

## Informació general
Tota la frontera entre la Xina i l'Índia (inclosa la LAC occidental, la petita secció indiscutible al centre i la Línia MacMahon a l'est) té 4.056 km (2520 mi) i recorre cinc estats de l'Índia: Jammu i Caixmir, Uttarakhand, Himachal Pradesh, Sikkim and Arunachal Pradesh. Pel costat xinès, la línia travessa la Regió Autònoma del Tibet. La demarcació va existir com la línia informal d'alto el foc entre l'Índia i la Xina després del conflicte de 1962 fins a 1993, quan la seva existència va ser oficialment acceptada com la "Línia actual de control" en un acord bilateral. No obstant això, estudiosos xinesos afirmen que el primer ministre xinès Zhou Enlai va utilitzar per primera vegada la frase en una carta dirigida al primer ministre indi Jawaharlal Nehru de data 24 d'octubre de 1959.
Encara que cap frontera oficial mai s'havia negociat entre la Xina i l'Índia, el govern indi fins i tot avui reclama un límit en el sector occidental similar a la línia Johnson de 1865, mentre que el govern de la Xina considera una línia similar a la Línia Macartney-MacDonald de 1899 com a frontera.
En una carta datada el 7 de novembre de 1959, Zhou li va dir a Nehru que la LAC estava formada per "l'anomenada línia McMahon a l'est i la línia a la que cada costat exerceix un control real a l'oest". Durant la Guerra Sino-Índia (1962), Nehru es va negar a reconèixer la línia de control: "No hi ha cap sentit ni significat en l'oferta xinesa de retirar-se vint quilòmetres del que anomenen "línia actual de control". Què és aquesta "línia de control"? És aquesta la línia que han creat per agressió des de principis de setembre? Avançant quaranta o seixanta quilòmetres per una flagrant agressió militar i oferir retirar-se vint quilòmetres sempre que ho facin ambdós bàndols es tracta d'un dispositiu enganyós que no pot enganyar ningú. Zhou va respondre que la LAC era "bàsicament encara la línia de control real que existia entre els costats xinès i indi el 7 de novembre de 1959. Per dir-ho concretament, al sector oriental coincideix principalment amb l'anomenada línia McMahon, i en els sectors occidental i mig coincideixen principalment amb la tradicional línia habitual que Xina ha assenyalat constantment." El terme" LAC "va obtenir el reconeixement legal en acords Sino-indis signats en 1993 i 1996. El 1996 L'acord estableix que "cap activitat de cap dels dos ha de sobrepassar la línia actual de control." No obstant això, la clàusula nº 6 de l'Acord de 1993 sobre el manteniment de la pau i la tranquil·litat al llarg de la línia de control real a les zones frontereres Índia-Xina esmenta, "Les dues parts coincideixen que les referències a la línia actual de control en aquest Acord no perjudiquen les seves respectives posicions en la qüestió fronterera." El govern indi afirma que les tropes xineses continuen penetrant il·legalment a la zona centenars de vegades cada any. En 2013 es va produir un incident de tres setmanes entre tropes índies i xineses 30 km al sud-est de Daulat Beg Oldi. Es va resoldre i les tropes índies i xineses es van retirar a canvi d'un acord xinès per destruir algunes estructures militars a més de 250 km al sud prop de Chumar que els indis percebien com a amenaçadores. Més tard, el mateix any, es va informar que les forces de l'Índia ja havien documentat 329 albiraments d'objectes no identificats sobre un llac a la regió fronterera entre l'agost anterior i el febrer. Van registrar 155 intrusions. Més tard, alguns dels objectes van ser identificats com a planetes per l'Institut Indi de l'Astrofísica, ja que Venus i Júpiter apareixen més brillants com a resultat de la diferent atmosfera a l'altitud i la confusió a causa de l'augment de l'ús de drons de vigilància. L'octubre de 2013 l'Índia i la Xina van signar un acord de cooperació fronterera per garantir que la patrulla al llarg del LAC no provoqués conflictes armats. Entre juny i agost de 2017 hi va haver un incident entre la Xina i l'Índia sobre el pas de Doklam al trifini entre Xina, Índia i Bhutan.